# Moyashimon
Moyashimon (jap. もやしもん) ist eine Manga-Serie des japanischen Zeichners Masayuki Ishikawa. Sie erschien zwischen 2004 und 2014 in Japan, wurde ins Englische übersetzt und mehrfach für das Fernsehen adaptiert. Die Handlung dreht sich um das Leben eines Studenten an der Hochschule für Agrarwissenschaften in Tokio, der die Fähigkeit hat, Mikroben zu sehen. Das Werk ist in die Genres Comedy und Fantasy einzuordnen.

## Inhalt
Tadayasu Sawaki (沢木 惣右衛門 直保) beginnt gemeinsam mit Kei Yūki (結城 蛍) seinem Freund aus Kindertagen, das Studium an der Hochschule für Agrarwissenschaften in Tokio. Sawaki aber hat die besondere Fähigkeit, Mikroorganismen wie Bakterien, Viren und Pilze sehen und sogar mit ihnen reden zu können. Dies verheimlicht er jedoch vor den meisten Menschen. Sein Professor Keizō Itsuki (樹 慶蔵) hatte aber bereits von dessen Vater über Sawaki erfahren. Er ist daher sehr an seinen Fähigkeiten interessiert und will Sawaki fördern. Seine Assistentin Haruka Hasegawa (長谷川 遥) glaubt Sawaki zunächst nicht, lässt sich aber bald von ihm überzeugen. 
Gemeinsam mit den anderen Studenten Hazuki Oikawa, Kaoru Misato, Takuma Kawahama, Aoi Mutō und Aya Hirooka erleben Sawaki und Yūki den studentischen Alltag. 

## Veröffentlichung
Der Manga erschien zwischen August 2004 und Januar 2014 in Einzelkapiteln im Magazin Evening des Verlags Kodansha. Darüber hinaus erschienen 13 Sammelbände. Eine englische Übersetzung von Stephen Paul wird von Del Rey Books veröffentlicht. 

## Adaptionen

### Anime-Fernsehserie
Das Studio Shirogumi produzierte 2007 eine elfteilige Anime-Serie auf Grundlage des Mangas. Bei der Produktion führte Yūichirō Yano Regie, Natsuko Takahashi schrieb das Drehbuch. Das Charakterdesign entwarf Jun’ichi Takaoka und für die künstlerische Leitung war Hiroshi Nitta verantwortlich. 2012 folgte eine zweite Staffel mit zwölf Folgen. Für diese wurde Masayuki Ishikawa als Charakterdesigner eingesetzt. 
Fuji TV strahlte die erste Staffel vom 12. Oktober 2007 bis zum 21. Dezember 2007 nach Mitternacht (und damit am vorigen Fernsehtag) als Teil seines Programms noitaminA in Japan aus. Binnen zwei Wochen folgten weitere Ausstrahlungen bei Tōkai TV, Kansai TV, TV Nishi-Nippon, Niigata Sōgō TV und Kagoshima TV. Die zweite Staffel wurde vom 6. Juli bis 14. September 2012 nach Mitternacht bei Fuji TV unter dem Titel Moyashimon Returns gezeigt. Binnen zwei Wochen folgten Tōkai TV, Saga TV, TV Nishi-Nippon, Sakurambo TV, Akita TV, Kagoshima TV, TV Kumamoto, Fukushima TV, TV Shin-Hiroshima, TV Ehime, Niigata Sōgō TV, Sendai Hōsō, Kansai TV, Iwate Menkoi TV und TV Shizuoka. Crunchyroll streamte diese in mehreren englischsprachigen Ländern.

#### Synchronsprecher
| Rolle           | Japanische Stimme (Seiyū) |
| --------------- | ------------------------- |
| Tadayasu Sawaki | Daisuke Sakaguchi         |
| Hazuki Oikawa   | Akemi Kanda               |
| Aya Hirooka     | Chiaki Takahashi          |
| Kaoru Misato    | Katsuyuki Konishi         |
| Aoi Mutō        | Mamiko Noto               |
| Kei Yūki        | Mitsuki Saiga             |
| Takuma Kawahama | Noriaki Sugiyama          |
| Haruka Hasegawa | Sayaka Ohara              |
| Keizō Itsuki    | Tomomichi Nishimura       |

#### Musik
Die Musik der Serie wurde in der ersten Staffel von Naoki Satō komponiert und in der zweiten von Takefumi Hakeda.
Für die erste Staffel verwendete man Curriculum (カリキュラム, Karikyuramu) von Sarasa Ifu als Vorspanntitel und Rocket von Polysics für den Abspann. In der zweiten Staffel fanden Wake Up von ClariS für den Vorspann und Saikin (サイキン) von Hiiragi für den Abspann Verwendung.

### Fernsehserie
2010 wurde unter der Regie von Akira Iwamoto, Jun'ya Morita und Nashiki Tomonori eine Realverfilmung als elfteilige Fernsehserie produziert. Die Hauptrolle übernahm Yūichi Nakamura. Vom 8. Juli 2010 bis zum 16. September 2010 wurde diese von Fuji TV ausgestrahlt. Neben der Hintergrundmusik von Kamomiya Ryo wurden die Lieder SOS von Tamurapan und Umi e Ikko von Seamo für Vor- und Abspann verwendet.

## Rezeption
Der Manga wurde 2008 mit dem Großen Preis des Osamu-Tezuka-Kulturpreis ausgezeichnet. Die Bände verkauften sich in Japan jeweils über 250.000 mal.
Tatsuya Seto schreibt in 1001 Comics, der Manga biete eine „äußerst clever erdachte und unterhaltsam umgesetzte Reise in die Welt des Unsichtbaren“. Die Handlung drehe sich zwar vor allem um das alltägliche Leben der Studenten, über Sawakis besondere Fähigkeiten würden aber auch viele Informationen über Mikroorganismen und besondere Esskulturen vermittelt. Während die normale Welt in einem detailliert naturalistischen Stil gehalten sei, sei die Welt der Mikroben wie ein „Kinderzimmer voller bizarrer Zeichentrick-Figuren“ gestaltet.